# Darkstalkers: The Night Warriors
Darkstalkers: The Night Warriors, conosciuto in Giappone come Vampire: The Night Warriors, è un videogioco picchiaduro a incontri, primo capitolo della serie Darkstalkers. Ha avuto due seguiti, ovvero Night Warriors: Darkstalkers' Revenge e Darkstalkers 3.

## Trama
Pyron, il più potente tra gli esseri viventi nell'intero universo, indice il primo torneo per decidere chi è il più forte dei Darkstalkers.

## Personaggi

### Giocabili
- Demitri Maximoff - Vampiro dalla Romania
- Jon Talbain/Gallon - Licantropo dall'Inghilterra
- Victor Von Gerdenheim - Mostro di Frankenstein dalla Germania
- Lord Raptor/Zabel Zarock - Ghoul dall'Inghilterra
- Morrigan Aensland - Succube dalla Scozia
- Anakaris - Mummia dall'Egitto
- Felicia - Bakeneko dagli Stati Uniti d'America
- Oboro Bishamon - Tsukumogami dal Giappone
- Rikuo/Aulbath - Signore Delle Creature Acquatiche dal Brasile (per l'esattezza Amazzonia)
- Sasquatch - Bigfoot dal Canada

### Boss
- Huitzil/Phobos - Robot Dogu dal Messico
- Pyron - Alieno dal corpo incandescente, nativo del pianeta Hellstorm